# Monumento a Tlahuicole
El Monumento a Tlahuicole es una estatua de bronce creada en honor al guerrero tlaxcalteca, Tlahuicole. Se encuentra en una glorieta en la entrada a la ciudad de Tlaxcala en México, al principio de la Carretera Federal Puebla-Tlaxcala.

## Historia
La estatua a Tlahuicole fue hecha por el escultor español, Manuel Vilar y Roca en 1852, tras su llegada a México. El Tlahuicole se convertiría en una de sus esculturas más representativas junto a otras dedicadas a Cristóbal Colón y Moctezuma.
De la obra original fueron realizadas dos copias de bronce, una de ellas es conservada en el Instituto Nacional de Bellas Artes (INBA), mientras que la otra se encuentra resguardada por la Universidad Nacional Autónoma de México (UNAM).
Previo a la colocación del monumento actual se localizaba un monumento dedicado a la madre, retirado para la construcción de una rotonda donde se colocó el monumento a Tlahuicole.